# Hamr na Jezeře
Hamr na Jezeře là một làng thuộc huyện Česká Lípa, vùng Liberecký, Cộng hòa Séc.